# Đề tài nghiên cứu khoa học
Đề tài nghiên cứu khoa học là một hoặc nhiều vấn đề khoa học chứa đựng những điều chưa biết hoặc chưa rõ nhưng đã xuất hiện tiền đề và có khả năng biết được nhằm giải đáp các vấn đề đặt ra trong khoa học hoặc trong thực tiễn. Hay nói cách khác, đề tài nghiên cứu khoa học được đặt ra do yêu cầu của lý luận hoặc thực tiễn và thoả mãn các điều kiện: vấn đề khoa học đang chứa mâu thuẫn giữa cái đã biết với cái chưa biết; và có khả năng giải quyết mâu thuẫn đó.

## Yêu cầu
Một đề tài nghiên cứu khoa học phải có ý nghĩa khoa học nhằm bổ sung nội dung lý thuyết của khoa học; làm rõ một số vấn đề lý thuyết vốn tồn tại; xây dựng cơ sở lý thuyết mới hoặc xây dựng nguyên lý các giải pháp khác nhau trong kỹ thuật, công nghệ, tổ chức, quản lý…
Bên cạnh đó, đề tài phải có tính thực tiễn hỗ trợ xây dựng luận cứ cho các chương trình phát triển kinh tế xã hội; nhu cầu kỹ thuật của sản xuất; nhu cầu về tổ chức, quản lý, thị trường… Đồng thời, phải có tính cấp thiết đối với thời điểm tiến hành nghiên cứu, giải quyết những vấn đề nóng bỏng, mang tính thời sự và đem lại giá trị thiết thực cho lý luận và thực tiễn, đóng góp cho sự phát triển của khoa học và đời sống.

## Tính chất
Một đề tài nghiên cứu khoa học luôn mang tính mới mẻ, thời sự, hướng vào những lĩnh vực hoạt động phức tạp, đa dạng của khoa học và đời sống, hướng tới những vấn đề chưa được giải quyết triệt để trong lĩnh vực nghiên cứu khoa học nào đó… Một đề tài nghiên cứu khoa học cần phù hợp với thực tế và đem lại hiệu quả; cập nhật, mới mẻ, phù hợp với xu thế đi lên của sự phát triển kinh tế - xã hội, khoa học và công nghệ; đồng thời đảm bảo tính xác định: mức độ, xác định và phạm vi.

## Phân loại
Thông thường, có bốn dạng đề tài như sau: đề tài nghiên cứu khoa học cơ bản, đề tài nghiên cứu ứng dụng, đề tài nghiên cứu triển khai. và đề tài nghiên cứu thăm dò.

## Thuyết minh đề tài
Thuyết minh đề tài nghiên cứu khoa học là đề cương nghiên cứu, mô tả đầy đủ, chi tiết các thông tin chung, nội dung, phương pháp... để thực hiện đề tài. Một đề cương nghiên cứu bao gồm những nội dung sau:

### Tên đề tài
Tên đề tài thể hiện ngắn gọn, rõ ràng, dễ hiểu, phản ánh cô đọng nhất mục tiêu khoa học của đề tài.

### Ban chủ nhiệm
Ban chủ nhiệm đề tài gồm:
- Chủ nhiệm đề tài: người chỉ đạo chung, điều hành việc tổ chức thực hiện nhiệm vụ nghiên cứu, tổ chức phân công và liên kết lực lượng trong quá trình triển khai; chịu trách nhiệm về toàn bộ quá trình nghiên cứu và kết quả nghiên cứu.
- Thư ký: là người giúp việc trực tiếp cho chủ nhiệm, thực hiện các thủ tục hành chính, lập kế hoạch, theo dõi hoạt động của đề tài, mua sắm văn phòng phẩm và trang, thiết bị phục vụ đề tài, theo dõi việc chi tiêu tài chính và thanh quyết toán, liên hệ với các cộng tác viên, cá nhân và cơ quan phối hợp, tổ chức hội nghị, hội thảo, in ấn tài liệu, là đầu mối quan hệ với cơ quan quản lý khoa học...

### Mục tiêu khoa học
Mục tiêu khoa học là cái đích về mặt nội dung được định ra để thực hiện, trả lời câu hỏi "làm cái gì?". Mục tiêu thể hiện được nhu cầu của thực tiễn hay nhận thức mà chính vì nhu cầu đó mà nghiên cứu được tiến hành; đồng thời cụ thể hoá định hướng nghiên cứu nhưng không diễn giải quá cụ thể thay cho nội dung cần thực hiện của đề tài.

### Tổng quan và sự cần thiết của đề tài
Đây là nội dung thể hiện sơ lược vấn đề nghiên cứu bao gồm giới thiệu vấn đề nghiên cứu, xác định khái niệm về bản chất sự vật hoặc hiện tượng cần được làm rõ trong quá trình nghiên cứu, những những căn cứ để thực hiện đề tài. Đồng thời phân tích sơ lược lịch sử vấn đề nghiên cứu, làm rõ mức độ nghiên cứu về vấn đề này của các công trình khoa học khác trên thế giới; và nêu rõ lý do lựa chọn vấn đề nghiên cứu. 

### Đối tượng nghiên cứu
Đối tượng nghiên cứu là bản chất sự vật hoặc hiện tượng cần được xem xét và làm rõ trong đề tài, bao gồm những mặt, đặc tính và những quan hệ tồn tại trong sự vật cần phát hiện; là những khía cạnh cơ bản của vấn đề nghiên cứu mà người nghiên cứu quan tâm, có nhu cầu tìm hiểu và hướng tìm cách giải quyết. 

### Nội dung và phương pháp nghiên cứu
Thuyết minh mô tả những nội dung nghiên cứu chủ yếu cần giải quyết trong quá trình nghiên cứu để thực hiện mục tiêu khoa học. Các nội dung đảm bảo tính logic và hệ thống của đề tài trong quá trình thuyết minh. Ở mỗi nội dung nghiên cứu bao gồm những nội dung khoa học cụ thể về nội dung thông tin, nội dung khảo sát, những nội dung về kỹ thuật, chất lượng, chỉ tiêu khoa học và kết quả cần đạt.
Phương pháp nghiên cứu là phương thức thực hiện, các biện pháp kỹ thuật sẽ sử dụng, hay cách thức tiến hành, các bước tổ chức triển khai, các phương pháp khoa học... để giải quyết từng nội dung, công việc theo nội dung nghiên cứu.

### Sản phẩm
Kết quả nghiên cứu của một đề tài khoa học được thể hiện dưới dạng một hoặc nhiều sản phẩm cụ thể như:
- Sản phẩm có chỉ tiêu định lượng đo đếm được: mẫu, vật liệu, thiết bị, máy móc, giống cây trồng, vật nuôi...
- Sản phẩm mang tính chất định tính khó xác định được bằng chỉ tiêu định lượng cụ thể: quy trình công nghệ, phương pháp, giải pháp, mô hình, bản đồ, bảng số liệu, các hình ảnh, băng đĩa hình...

### Nội dung khác
Ngoài ra, thuyết minh thể hiện rõ một số nội dung khác liên quan như: phạm vi nghiên cứu, điều kiện nghiên cứu, các nguồn lực thực hiện, tác động đối với đời sống, xã hội, ý nghĩa khoa học và thực tiễn...